# Simití (kommun)
Simití är en kommun i Colombia.   Den ligger i departementet Bolívar, i den norra delen av landet, 400 km norr om huvudstaden Bogotá. Antalet invånare är 18 418. Arean är 1 238 kvadratkilometer.
Terrängen i Simití är varierad.